# Liste der Deutschen Katholikentage
Die Liste der Deutschen Katholikentage enthält alle Veranstaltungen in chronologischer Reihenfolge, die erste fand 1848 statt. Eingetragen sind dabei auch das Ökumenische Pfingsttreffen (1971), das Katholikentreffen in der damaligen DDR (1987) und die Ökumenischen Kirchentage (seit 2003).
Die Liste der Deutschen Evangelischen Kirchentage und beteiligter Personen ist eine Auflistung der evangelischen Pendants, die seit 1957 im Wechsel stattfinden.
Zukünftige Termine sind kursiv geschrieben.

## Liste
| Name                         | Datum                 | Ort               | Motto                                                    | Teilnehmerzahl                                                                        |
| ---------------------------- | --------------------- | ----------------- | -------------------------------------------------------- | ------------------------------------------------------------------------------------- |
| 001. Deutscher Katholikentag | 3.–6. Okt. 1848       | Mainz             | Generalversammlung der katholischen Vereine Deutschlands | 82 Abgeordnete insgesamt 1367 verkaufte Eintrittskarten                               |
| 002. Deutscher Katholikentag | 9.–12. Mai 1849       | Breslau           |                                                          |                                                                                       |
| 003. Deutscher Katholikentag | 2.–5. Okt. 1849       | Regensburg        |                                                          |                                                                                       |
| 004. Deutscher Katholikentag | 24.–27. Sep. 1850     | Linz              |                                                          |                                                                                       |
| 005. Deutscher Katholikentag | 7.–10. Okt. 1851      | Mainz             |                                                          |                                                                                       |
| 006. Deutscher Katholikentag | 21.–23. Sep. 1852     | Münster           |                                                          |                                                                                       |
| 007. Deutscher Katholikentag | 20.–22. Sep. 1853     | Wien              |                                                          |                                                                                       |
| 008. Deutscher Katholikentag | 23.–25. Sep. 1856     | Linz              |                                                          |                                                                                       |
| 009. Deutscher Katholikentag | 21.–24. Sep. 1857     | Salzburg          |                                                          |                                                                                       |
| 010. Deutscher Katholikentag | 6.–9. Sep. 1858       | Köln              |                                                          |                                                                                       |
| 011. Deutscher Katholikentag | 12.–19. Sep. 1859     | Freiburg          |                                                          |                                                                                       |
| 012. Deutscher Katholikentag | 24.–27. Sep. 1860     | Prag              |                                                          |                                                                                       |
| 013. Deutscher Katholikentag | 9.–12. Sep. 1861      | München           |                                                          |                                                                                       |
| 014. Deutscher Katholikentag | 8.–11. Sep. 1862      | Aachen            |                                                          |                                                                                       |
| 015. Deutscher Katholikentag | 21.–24. Sep. 1863     | Frankfurt am Main |                                                          |                                                                                       |
| 016. Deutscher Katholikentag | 12.–15. Sep. 1864     | Würzburg          |                                                          |                                                                                       |
| 017. Deutscher Katholikentag | 10.–14. Sep. 1865     | Trier             |                                                          |                                                                                       |
| 018. Deutscher Katholikentag | 9.–12. Sep. 1867      | Innsbruck         |                                                          |                                                                                       |
| 019. Deutscher Katholikentag | 31. Aug.–3. Sep. 1868 | Bamberg           |                                                          |                                                                                       |
| 020. Deutscher Katholikentag | 6.–9. Sep.1869        | Düsseldorf        |                                                          |                                                                                       |
| 021. Deutscher Katholikentag | 10.–14. Sep. 1871     | Mainz             |                                                          |                                                                                       |
| 022. Deutscher Katholikentag | 8.–12. Sep. 1872      | Breslau           |                                                          |                                                                                       |
| 023. Deutscher Katholikentag | 31. Aug.–4. Sep. 1875 | Freiburg          |                                                          |                                                                                       |
| 024. Deutscher Katholikentag | 11.–14. Sep. 1876     | München           |                                                          |                                                                                       |
| 025. Deutscher Katholikentag | 10.–13. Sep. 1877     | Würzburg          |                                                          | 670 Teilnehmer offiziell angemeldet                                                   |
| 026. Deutscher Katholikentag | 8.–11. Sep. 1879      | Aachen            |                                                          |                                                                                       |
| 027. Deutscher Katholikentag | 13.–16. Sep. 1880     | Konstanz          |                                                          |                                                                                       |
| 028. Deutscher Katholikentag | 4.–8. Sep. 1881       | Bonn              |                                                          |                                                                                       |
| 029. Deutscher Katholikentag | 11.–14. Sep. 1882     | Frankfurt am Main |                                                          |                                                                                       |
| 030. Deutscher Katholikentag | 10.–13. Sep. 1883     | Düsseldorf        |                                                          |                                                                                       |
| 031. Deutscher Katholikentag | 31. Aug.–4. Sep. 1884 | Amberg            |                                                          |                                                                                       |
| 032. Deutscher Katholikentag | 30. Aug.–3. Sep. 1885 | Münster           |                                                          |                                                                                       |
| 033. Deutscher Katholikentag | 29. Aug.–2. Sep. 1886 | Breslau           |                                                          |                                                                                       |
| 034. Deutscher Katholikentag | 28. Aug.–1. Sep. 1887 | Trier             |                                                          |                                                                                       |
| 035. Deutscher Katholikentag | 2.–6. Sep. 1888       | Freiburg          |                                                          |                                                                                       |
| 036. Deutscher Katholikentag | 25.–29. Aug. 1889     | Bochum            |                                                          |                                                                                       |
| 037. Deutscher Katholikentag | 24.–28. Aug. 1890     | Koblenz           |                                                          |                                                                                       |
| 038. Deutscher Katholikentag | 30. Aug.–3. Sep. 1891 | Danzig            |                                                          |                                                                                       |
| 039. Deutscher Katholikentag | 28. Aug.–1. Sep. 1892 | Mainz             |                                                          |                                                                                       |
| 040. Deutscher Katholikentag | 27.–31. Aug. 1893     | Würzburg          |                                                          | 2500 Teilnehmer offiziell                                                             |
| 041. Deutscher Katholikentag | 26.–30. Aug. 1894     | Köln              |                                                          |                                                                                       |
| 042. Deutscher Katholikentag | 25.–29. Aug. 1895     | München           |                                                          |                                                                                       |
| 043. Deutscher Katholikentag | 23.–27. Aug.1896      | Dortmund          |                                                          |                                                                                       |
| 044. Deutscher Katholikentag | 29. Aug.–2. Sep. 1897 | Landshut          |                                                          |                                                                                       |
| 045. Deutscher Katholikentag | 21.–25. Aug. 1898     | Krefeld           |                                                          |                                                                                       |
| 046. Deutscher Katholikentag | 27.–31. Aug. 1899     | Neisse            |                                                          |                                                                                       |
| 047. Deutscher Katholikentag | 2.–6. Sep. 1900       | Bonn              |                                                          |                                                                                       |
| 048. Deutscher Katholikentag | 25.–29. Aug. 1901     | Osnabrück         |                                                          |                                                                                       |
| 049. Deutscher Katholikentag | 24.–28. Aug. 1902     | Mannheim          |                                                          |                                                                                       |
| 050. Deutscher Katholikentag | 23.–27. Aug. 1903     | Köln              |                                                          |                                                                                       |
| 051. Deutscher Katholikentag | 21.–25. Aug. 1904     | Regensburg        |                                                          |                                                                                       |
| 052. Deutscher Katholikentag | 20.–24. Aug. 1905     | Straßburg         |                                                          |                                                                                       |
| 053. Deutscher Katholikentag | 19.–23. Aug. 1906     | Essen             |                                                          |                                                                                       |
| 054. Deutscher Katholikentag | 25.–29. Aug. 1907     | Würzburg          |                                                          |                                                                                       |
| 055. Deutscher Katholikentag | 16.–20. Aug. 1908     | Düsseldorf        |                                                          |                                                                                       |
| 056. Deutscher Katholikentag | 29. Aug.–2. Sep. 1909 | Breslau           |                                                          |                                                                                       |
| 057. Deutscher Katholikentag | 21.–25. Aug. 1910     | Augsburg          |                                                          |                                                                                       |
| 058. Deutscher Katholikentag | 6.–10. Aug. 1911      | Mainz             |                                                          |                                                                                       |
| 059. Deutscher Katholikentag | 11.–15. Aug. 1912     | Aachen            |                                                          |                                                                                       |
| 060. Deutscher Katholikentag | 17.–21. Aug. 1913     | Metz              |                                                          |                                                                                       |
| 061. Deutscher Katholikentag | 27.–30. Aug. 1921     | Frankfurt am Main |                                                          |                                                                                       |
| 062. Deutscher Katholikentag | 27.–30. Aug. 1922     | München           |                                                          |                                                                                       |
| 063. Deutscher Katholikentag | 30. Aug.–3. Sep. 1924 | Hannover          |                                                          |                                                                                       |
| 064. Deutscher Katholikentag | 22.–26. Aug. 1925     | Stuttgart         |                                                          |                                                                                       |
| 065. Deutscher Katholikentag | 21.–25. Aug. 1926     | Breslau           |                                                          |                                                                                       |
| 066. Deutscher Katholikentag | 4.–6. Sep. 1927       | Dortmund          |                                                          |                                                                                       |
| 067. Deutscher Katholikentag | 5.–9. Sep. 1928       | Magdeburg         |                                                          |                                                                                       |
| 068. Deutscher Katholikentag | 28. Aug.–1. Sep. 1929 | Freiburg          |                                                          |                                                                                       |
| 069. Deutscher Katholikentag | 4.–7. Sep. 1930       | Münster           |                                                          |                                                                                       |
| 070. Deutscher Katholikentag | 26.–30. Aug.1931      | Nürnberg          |                                                          |                                                                                       |
| 071. Deutscher Katholikentag | 31. Aug.–5. Sep. 1932 | Essen             | „Christus in der Großstadt“                              |                                                                                       |
| 072. Deutscher Katholikentag | 1.–5. Sep. 1948       | Mainz             | „Der Christ in der Not der Zeit“                         |                                                                                       |
| 073. Deutscher Katholikentag | 31. Aug.–4. Sep. 1949 | Bochum            | „Gerechtigkeit schafft Frieden“                          |                                                                                       |
| 074. Deutscher Katholikentag | 29. Aug.–3. Sep. 1950 | Passau-Altötting  | „Zuerst das Reich Gottes“                                |                                                                                       |
| 075. Deutscher Katholikentag | 19.–24. Aug.1952      | Berlin            | „Gott lebt“                                              |                                                                                       |
| 076. Deutscher Katholikentag | 31. Aug.–5. Sep. 1954 | Fulda             | „Ihr sollt mir Zeugen sein“                              |                                                                                       |
| 077. Deutscher Katholikentag | 29. Aug.–2. Sep. 1956 | Köln              | „Die Kirche, das Zeichen Gottes unter den Völkern“       |                                                                                       |
| 078. Deutscher Katholikentag | 13.–17. Aug. 1958     | Berlin            | „Unsere Sorge der Mensch, unser Heil der Herr“           |                                                                                       |
| 079. Deutscher Katholikentag | 22.–26. Aug. 1962     | Hannover          | „Glauben, danken, dienen“                                |                                                                                       |
| 080. Deutscher Katholikentag | 2.–6. Sep. 1964       | Stuttgart         | „Wandelt Euch durch ein neues Denken“                    |                                                                                       |
| 081. Deutscher Katholikentag | 13.–17. Juli 1966     | Bamberg           | „Auf Dein Wort hin“                                      |                                                                                       |
| 082. Deutscher Katholikentag | 4.–8. Sep. 1968       | Essen             | „Mitten in dieser Welt“                                  | 120.000 Menschen (davon 20.000 Dauerteilnehmer)                                       |
| 083. Deutscher Katholikentag | 9.–13. Sep. 1970      | Trier             | „Gemeinde des Herrn“                                     | 22.000 Menschen (davon 6.000 Dauerteilnehmer)                                         |
| 0Ökumenisches Pfingsttreffen | 3.–5. Juni 1971       | Augsburg          | „Nehmet einander an, wie Christus uns angenommen hat“    | 20.000 Menschen (davon 8.000 Dauerteilnehmer)                                         |
| 084. Deutscher Katholikentag | 11.–15. Sep. 1974     | Mönchengladbach   | „Für das Leben der Welt“                                 | 40.000 Teilnehmer                                                                     |
| 085. Deutscher Katholikentag | 13.–17. Sep. 1978     | Freiburg          | „Ich will euch Zukunft und Hoffnung geben“               | 125.000 Menschen (davon 25.000 Dauerteilnehmer)                                       |
| 086. Deutscher Katholikentag | 4.–8. Juni 1980       | Berlin            | „Christi Liebe ist stärker“                              | 140.000 Menschen (davon 40.000 Dauerteilnehmer)                                       |
| 087. Deutscher Katholikentag | 1.–5. Sep. 1982       | Düsseldorf        | „Kehrt um und glaubt – erneuert die Welt“                | 200.000 Menschen (davon 60.000 Dauerteilnehmer)                                       |
| 088. Deutscher Katholikentag | 4.–8. Juli 1984       | München           | „Dem Leben trauen, weil Gott es mit uns lebt“            | 175.000 Menschen (davon 55.000 Dauerteilnehmer)                                       |
| 089. Deutscher Katholikentag | 10.–14. Sep. 1986     | Aachen            | „Dein Reich komme“                                       | 140.000 Menschen (davon 40.000 Dauerteilnehmer)                                       |
| 0Katholikentreffen           | 10.–12. Juli 1987     | Dresden/DDR       | „Gottes Macht – Unsere Hoffnung“                         | über 100.000 Menschen                                                                 |
| 090. Deutscher Katholikentag | 23.–27. Mai 1990      | Berlin            | „Wie im Himmel so auf Erden“                             | 131.000 Teilnehmer                                                                    |
| 091. Deutscher Katholikentag | 17.–21. Juni 1992     | Karlsruhe         | „Eine neue Stadt ersteht“                                | 40.000 Teilnehmer                                                                     |
| 092. Deutscher Katholikentag | 29. Juni–3. Juli 1994 | Dresden           | „Unterwegs zur Einheit“                                  | 63.000 Menschen (davon 33.000 Dauerteilnehmer)                                        |
| 093. Deutscher Katholikentag | 10.–14. Juni 1998     | Mainz             | „Gebt Zeugnis von eurer Hoffnung“                        | 106.000 Menschen (davon 26.000 Dauerteilnehmer)                                       |
| 094. Deutscher Katholikentag | 31. Mai–4. Juni 2000  | Hamburg           | „Sein ist die Zeit“                                      | 110.000 Menschen (davon 40.000 Dauerteilnehmer)                                       |
| 001. Ökumenischer Kirchentag | 28. Mai–1. Juni 2003  | Berlin            | „Ihr sollt ein Segen sein“                               | 200.000 Menschen                                                                      |
| 095. Deutscher Katholikentag | 16.–20. Juni 2004     | Ulm               | „Leben aus Gottes Kraft“                                 | 55.000 Menschen (davon 25.000 Dauerteilnehmer)                                        |
| 096. Deutscher Katholikentag | 24.–28. Mai 2006      | Saarbrücken       | „Gerechtigkeit vor Gottes Angesicht“                     | 36.000 Menschen (davon 26.000 Dauerteilnehmer)                                        |
| 097. Deutscher Katholikentag | 21.–25. Mai 2008      | Osnabrück         | „Du führst uns hinaus ins Weite“                         | 65.000 Menschen (davon 35.000 Dauerteilnehmer)                                        |
| 002. Ökumenischer Kirchentag | 12.–16. Mai 2010      | München           | „Damit ihr Hoffnung habt“                                | 160.000 Menschen (davon 110.000 Dauerteilnehmer)                                      |
| 098. Deutscher Katholikentag | 16.–20. Mai 2012      | Mannheim          | „Einen neuen Aufbruch wagen“                             | 80.000 Menschen (davon 33.000 Dauerteilnehmer)                                        |
| 099. Deutscher Katholikentag | 28. Mai–1. Juni 2014  | Regensburg        | „Mit Christus Brücken bauen“                             | 53.000 Menschen (davon 30.000 Dauerteilnehmer)                                        |
| 100. Deutscher Katholikentag | 25.–29. Mai 2016      | Leipzig           | „Seht, da ist der Mensch“                                | 34.000 Dauerteilnehmer und 30.000 Tagesteilnehmer                                     |
| 101. Deutscher Katholikentag | 9.–13. Mai 2018       | Münster           | „Suche Frieden“                                          | 90.000 Menschen (davon 50.000 Dauerteilnehmer)                                        |
| 003. Ökumenischer Kirchentag | 13.–16. Mai 2021      | Frankfurt am Main | „Schaut hin“                                             | 160.000 Besucher (digital)                                                            |
| 102. Deutscher Katholikentag | 25.–29. Mai 2022      | Stuttgart         | „leben teilen“                                           | 27.000 Menschen (davon 19.000 Dauerkarten, darin enthalten 7.000 Mitwirkende)         |
| 103. Deutscher Katholikentag | 29. Mai–2. Juni 2024  | Erfurt            | „Zukunft hat der Mensch des Friedens“                    | 40.000 Besucher insgesamt (verkauft wurden 20.000 Dauerkarten und 3.000 Tagestickets) |
| 104. Deutscher Katholikentag | 13.–17. Mai 2026      | Würzburg          | „Hab Mut, steh auf!“                                     |                                                                                       |
| 105. Deutscher Katholikentag | 24.–28. Mai 2028      | Paderborn         |                                                          |                                                                                       |